# 颍上县
颍上县位于中國安徽省西北部，淮河、颍河交汇处，是阜阳市下辖的一个县。区域总面积为1987平方公里，户籍总人口179.43万。县政府駐慎城鎮城北新區政務南路。

## 行政区划
颍上县下辖22个镇、7个乡、1个民族乡：
慎城镇、谢桥镇、南照镇、杨湖镇、江口镇、润河镇、新集镇、六十铺镇、耿棚镇、半岗镇、王岗镇、夏桥镇、江店孜镇、陈桥镇、黄桥镇、八里河镇、迪沟镇、西三十铺镇、红星镇、十八里铺镇、鲁口镇、古城镇、建颍乡、五十铺乡、盛堂乡、关屯乡、垂岗乡、赛涧回族乡、刘集乡和黄坝乡。

## 人口
根据(安徽省)阜阳市第七次全国人口普查公报显示：颍上县常住人口为1198830人，男性占比51.62%，女性占比48.38%，年龄结构中0-14岁占比25.89%，15-59岁占比54.54%，60岁以上占比19.57%，65岁以上占比15.81%。

## 交通
- 345国道过境。
- 滁新高速过境。
- 阜淮铁路：颍上站
- 商杭客运专线：颍上北站

## 地理
颍上县地处中国南北气候过渡带，四季分明。
颍上县的水资源极其丰富，素有“五河三湾七十二湖”之称。全年可供利用水资源总量8.76亿立方米，其中地表水4.95亿立方米。

## 名人
- 管仲
- 鲍叔牙
- 甘茂
- 甘罗
- 官俊亭